# Sobre la libertad
Sobre la libertad es quizás una de las obras más importantes que escribió John Stuart Mill. En este libro el autor expone sus ideas fundamentales sobre los límites de la libertad del individuo y la sociedad.

## Redacción
Según la Autobiografía de Mill, Sobre la libertad se concibió por primera vez como un ensayo corto en 1854. A medida que las ideas se desarrollaban, Mill y su esposa, Harriet Taylor, corrigieron y reescribieron «diligentemente» el ensayo. Mill, después de sufrir un colapso mental y finalmente casarse posteriormente con Harriet, cambió muchas de sus creencias sobre la vida moral y los derechos de las mujeres. Mill afirma que Sobre la libertad «fue más directa y literalmente nuestra producción conjunta que cualquier otra obra que lleva mi nombre».
El borrador final estaba casi completo cuando su esposa murió repentinamente en 1858. Mill sugiere que no hizo modificaciones al texto en este punto y que uno de sus primeros actos después de su muerte fue publicarlo y "consagrarlo a su memoria". La composición de este trabajo también estaba en deuda con el trabajo del pensador alemán Wilhelm von Humboldt, especialmente su ensayo Sobre los límites de la acción estatal. Finalmente publicado en 1859, Sobre la libertad fue uno de los dos libros más influyentes de Mill (el otro es El utilitarismo).

## Concepto de libertad personal
Desde el primer capítulo Mill establece la separación entre lo que es responsabilidad del propio individuo y lo que le corresponde a la sociedad en conjunto. Aun así, el tema sobre el cual escribe el autor es muy polémico, ya que ¿cómo saber hasta qué punto uno es libre de hacer lo que crea? Aunque Mill no puede responder exactamente a esta cuestión, plantea que al menos en parte es válido el artículo 4 de la Declaración de los Derechos del Hombre y del Ciudadano 

IV. La libertad consiste en poder hacer todo aquello que no cause perjuicio a los demás. El ejercicio de los derechos naturales de cada hombre, no tiene otros límites que los que garantizan a los demás miembros de la sociedad el disfrute de los mismos derechos. Estos límites sólo pueden ser determinados por la ley.

Sin embargo, no se puede decir que es determinante en la definición de los límites entre unos y otros, ya que la línea de separación entre ambas libertades es muy estrecha, lo cual dificulta poder entender qué tipo de acciones están a uno u otro lado de ella. Por ello, Mill explica detalladamente a lo largo del libro, y con la ayuda de diversos ejemplos clarificadores, aquello que, en su opinión, corresponde al propio individuo y lo que corresponde a la sociedad.
Donde Mill expresa de manera concreta su idea acerca de hasta dónde debe llegar la libertad del individuo y hasta dónde la autoridad que la sociedad puede ejercer sobre este es en el llamado Principio del daño (o Harm Principle):

El objeto de este ensayo [Sobre la libertad] es afirmar un sencillo principio destinado a regir absolutamente las relaciones de la sociedad con el individuo en lo que tengan de compulsión o control, ya sean los medios empleados, la fuerza física en forma de penalidades legales o la coacción moral de la opinión pública. Este principio consiste en afirmar que el único fin por el cual es justificable que la humanidad, individual o colectivamente, se entremeta en la libertad de acción de uno cualquiera de sus miembros es la propia protección. Que la única finalidad por la cual el poder puede, con pleno derecho, ser ejercido sobre un miembro una comunidad civilizada contra su voluntad es evitar que perjudique a los demás».
 Sobre la libertad, capítulo 1. Introducción

Mill va más allá afirmando que la sociedad no puede obligar a un individuo a hacer aquello que esta considera beneficioso para él, si se hace en contra de su voluntad. La conducta individual solo se debe ver restringida cuando esta afecta a los demás, pero no a sí mismo. Dice Mill: «La única parte de la conducta de cada uno por la que él es responsable ante la sociedad es la que se refiera a los demás. En la parte que concierne meramente a él, su independencia es, de derecho, absoluta. Sobre sí mismo, sobre su propio cuerpo y espíritu, el individuo es soberano». (Sobre la libertad, capítulo 1. Introducción).
Resumiendo, el autor cree que hay diversas acciones que uno puede realizar indistintamente sean o no estas correctas, porque perjudican solamente al individuo. En este caso, la persona es libre de hacer lo que quiera, ya que la decisión que decida tomar únicamente le afecta a ella misma. Por el contrario, puede haber acciones beneficiosas para uno mismo pero que perjudican a otros individuos de nuestra sociedad, por lo que no deben ser permisibles, ya que el individuo que las realiza está atacando la libertad de aquellos a quienes puede afectar con sus decisiones.
Así, la premisa que toma Stuart Mill es lo que mejor resume todos sus ideales, fuertemente influidos por el pensamiento de su padre y por las ideas del utilitarismo inglés de su época.

## Contenido

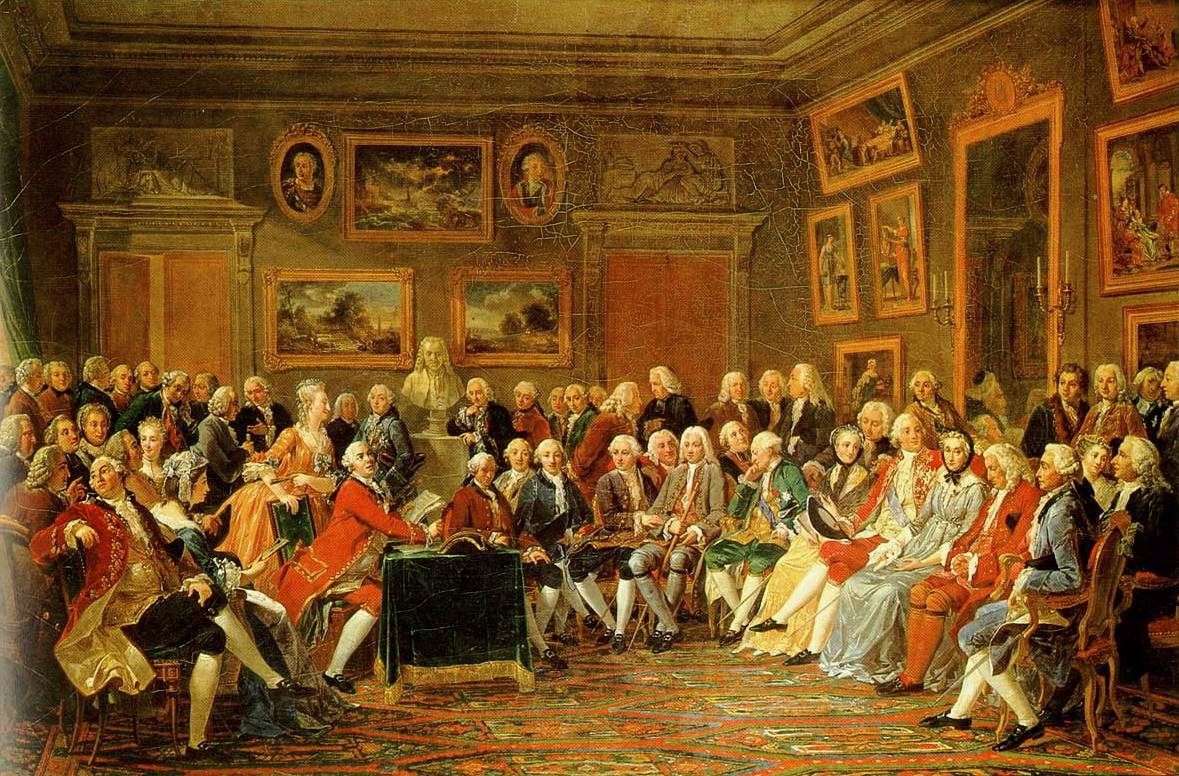
Salon de Madame Geoffrin. Pintura de Charles Gabriel Lemonnier que representa la lectura de una tragedia de Voltaire, por entonces en el exilio, El huérfano de China (1755), en el salón literario de madame Geoffrin en la calle Saint-Honoré de París. Los personajes más notables reunidos en torno al busto de Voltaire son Rousseau, Montesquieu, Diderot, d'Alembert, Buffon, Quesnay, Du Plessis y Condillac. Además figuran Gresset, Marivaux, Marmontel, Vien, La Condamine, Raynal, Rameau, mademoiselle Clairon, Hènault, Choiseul, Bouchardon, Soufflot, Saint-Lambert, el Conde de Caylus, Felice, el barón de Aulne, Malesherbes, Maupertuis, Mairan, d'Aguesseau, Clairault, la condesa de Houdetot, Vernet, Fontenelle, el duque de Nivernais, Crébillon, Duclos, Helvètius, Vanloo, Lekain, Lespinasse, Boccage, Réaumur, Graffigny, Jussieu y Daubenton.

### Introducción
John Stuart Mill abre su ensayo discutiendo la histórica «lucha entre la autoridad y la libertad», que describe la tiranía del gobierno, que, en su opinión, debe ser controlada por la libertad de los ciudadanos. Divide este control de autoridad en dos mecanismos: derechos necesarios que pertenecen a los ciudadanos, y el «establecimiento de controles constitucionales mediante los cuales el consentimiento de la comunidad, o de un cuerpo de algún tipo, supuestamente para representar sus intereses, se convirtió en una condición necesaria a algunos de los actos más importantes del poder gobernante». Debido a que la sociedad estaba —en sus primeras etapas— sometida a tales condiciones turbulentas (es decir, población pequeña y guerra constante), se vio obligada a aceptar la regla". Sin embargo, a medida que la humanidad avanzaba, se hizo concebible que las personas se autogobernaran. Mill admite que esta nueva forma de sociedad parecía inmune a la tiranía porque «no había miedo a la tiranización sobre sí mismo». A pesar de las grandes esperanzas de la Ilustración, Mill sostiene que los ideales democráticos no se cumplieron tan fácilmente como se esperaba. En primer lugar, incluso en la democracia, los gobernantes no siempre eran el mismo tipo de personas que los gobernados. En segundo lugar, existe el riesgo de una «tiranía de la mayoría» en la que muchos oprimen a los pocos que, de acuerdo con los ideales democráticos, tienen igual derecho a perseguir sus fines legítimos.
En opinión de Mill, la tiranía de la mayoría es peor que la tiranía del gobierno porque no se limita a una función política. Donde uno puede ser protegido de un tirano, es mucho más difícil estar protegido «contra la tiranía de la opinión y el sentimiento prevalecientes». Las opiniones prevalecientes dentro de la sociedad serán la base de todas las reglas de conducta dentro de la sociedad; por lo tanto, no puede haber salvaguardia en la ley contra la tiranía de la mayoría. La prueba de Mill es la siguiente: la opinión mayoritaria puede no ser la correcta. La única justificación para la preferencia de una persona por una creencia moral particular es que es la preferencia de esa persona. En un tema en particular, las personas se alinearán a favor o en contra de ese problema; el lado del mayor volumen prevalecerá, pero no es necesariamente correcto. Como conclusión de este análisis de gobiernos anteriores, Mill propone una norma única para la cual se puede restringir la libertad de una persona:

Que el único propósito para el cual el poder puede ejercerse legítimamente sobre cualquier miembro de una comunidad civilizada, en contra de su voluntad, es evitar daños a otros. Su propio bien, ya sea físico o moral, no es una garantía suficiente (...) Sobre sí mismo, sobre su cuerpo y mente, el individuo es soberano.

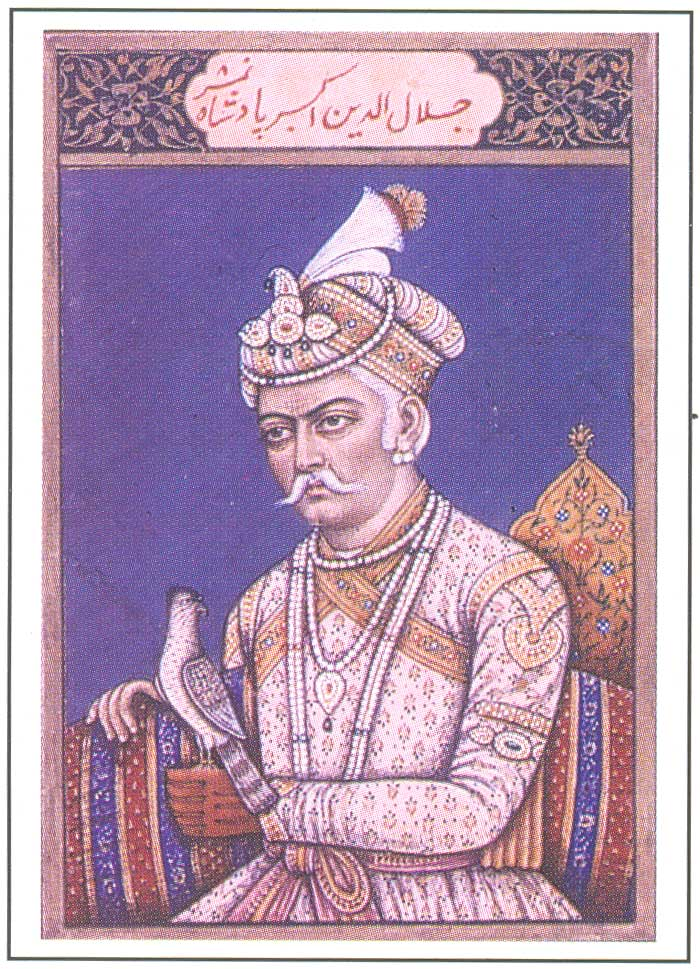
Akbar el Grande, al que Mill considera históricamente beneficioso para las personas que aún no estaban en condiciones de gobernarse por sí mismas.

Mill aclara que este estándar se basa únicamente en la utilidad. Por lo tanto, cuando no es útil, puede ser ignorado. Por ejemplo, según Mill, los niños y las naciones "bárbaras" se benefician de una libertad limitada. Los déspotas, como Carlomagno y Akbar el Grande, fueron históricamente beneficiosos para las personas que aún no estaban en condiciones de gobernarse por sí mismas.
J. S. Mill concluye la Introducción discutiendo lo que él reclamaba eran las tres libertades básicas en orden de importancia:
- la libertad de pensamiento y emoción. Esto incluye la libertad de actuar de acuerdo con dicho pensamiento, es decir, la libertad de expresión;
- la libertad de buscar tus gustos (siempre que no dañen a otros), incluso si se los considera "inmorales";
- la libertad de unirse siempre y cuando los miembros involucrados sean mayores de edad, los miembros involucrados no sean forzados y no se haga daño a los demás

Mientras que Mill admite que estas libertades podrían, en ciertas situaciones, ser dejadas de lado, afirma que en las sociedades contemporáneas y civilizadas no hay justificación para su remoción.

### De la libertad de pensamiento y discusión

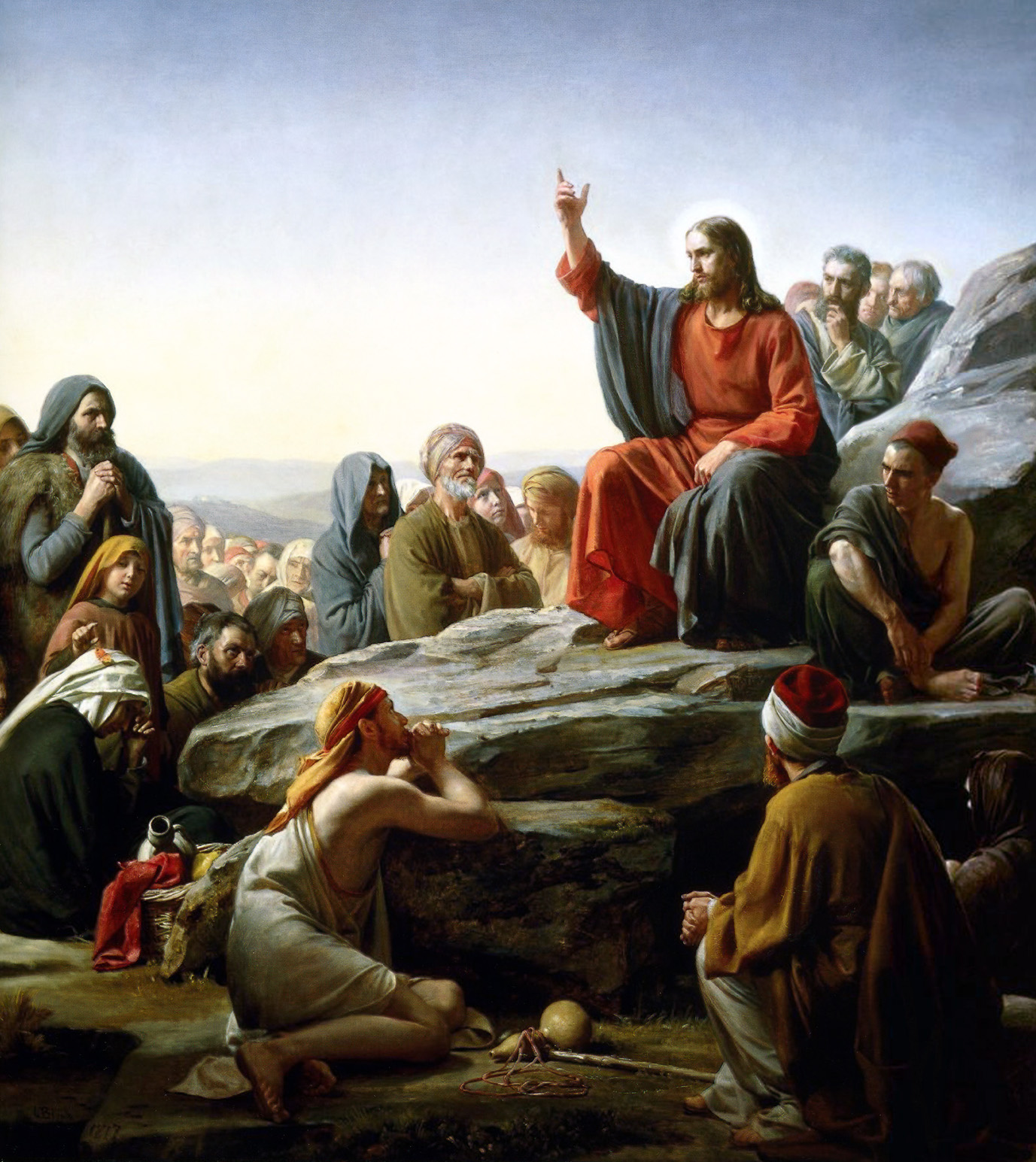
Bloch. El Sermón de la montaña

En el segundo capítulo, J. S. Mill observa las consecuencias de suprimir las opiniones y concluye que las opiniones nunca deben ser reprimidas, afirmando: 

Tal prejuicio, o descuido, cuando ocurre, es en conjunto un mal, pero es uno del que no podemos esperar estar siempre exentos, y debe considerarse como el precio pagado por un bien inestimable.

Afirma que hay tres tipos de creencias que se pueden tener, todas las cuales, de acuerdo con Mill, benefician al bien común: [19] 
- totalmente falsas
- parcialmente verdaderas
- totalmente ciertas

Primero, si cualquier opinión se ve obligada a guardar silencio, esa opinión puede, por lo que ciertamente podemos saber, ser cierta. Negar esto es asumir nuestra propia infalibilidad. En segundo lugar, aunque la opinión silenciada sea un error, puede contener, y muy comúnmente lo hace, una parte de verdad; y dado que la opinión general o prevaleciente sobre cualquier tema rara vez o casi nunca es la verdad completa, es solo por la colisión de opiniones adversas que el resto de la verdad tiene alguna posibilidad de ser conseguida. En tercer lugar, incluso si la opinión recibida no solo es verdadera, sino toda la verdad; a menos que se considere que es, y de hecho es, impugnada enérgicamente y con seriedad, la mayoría de los que la reciben la considerará un prejuicio, con poca comprensión o sentimiento de sus fundamentos racionales. Y no solo esto, sino que, en cuarto lugar, el significado de la doctrina corre peligro de perderse, debilitarse y privarse de su efecto vital sobre el carácter y la conducta: el dogma se convierte en una mera profesión formal, ineficaz para siempre, pero agitando el terreno, y evitando el crecimiento de cualquier convicción real y sincera, de la razón o la experiencia personal.

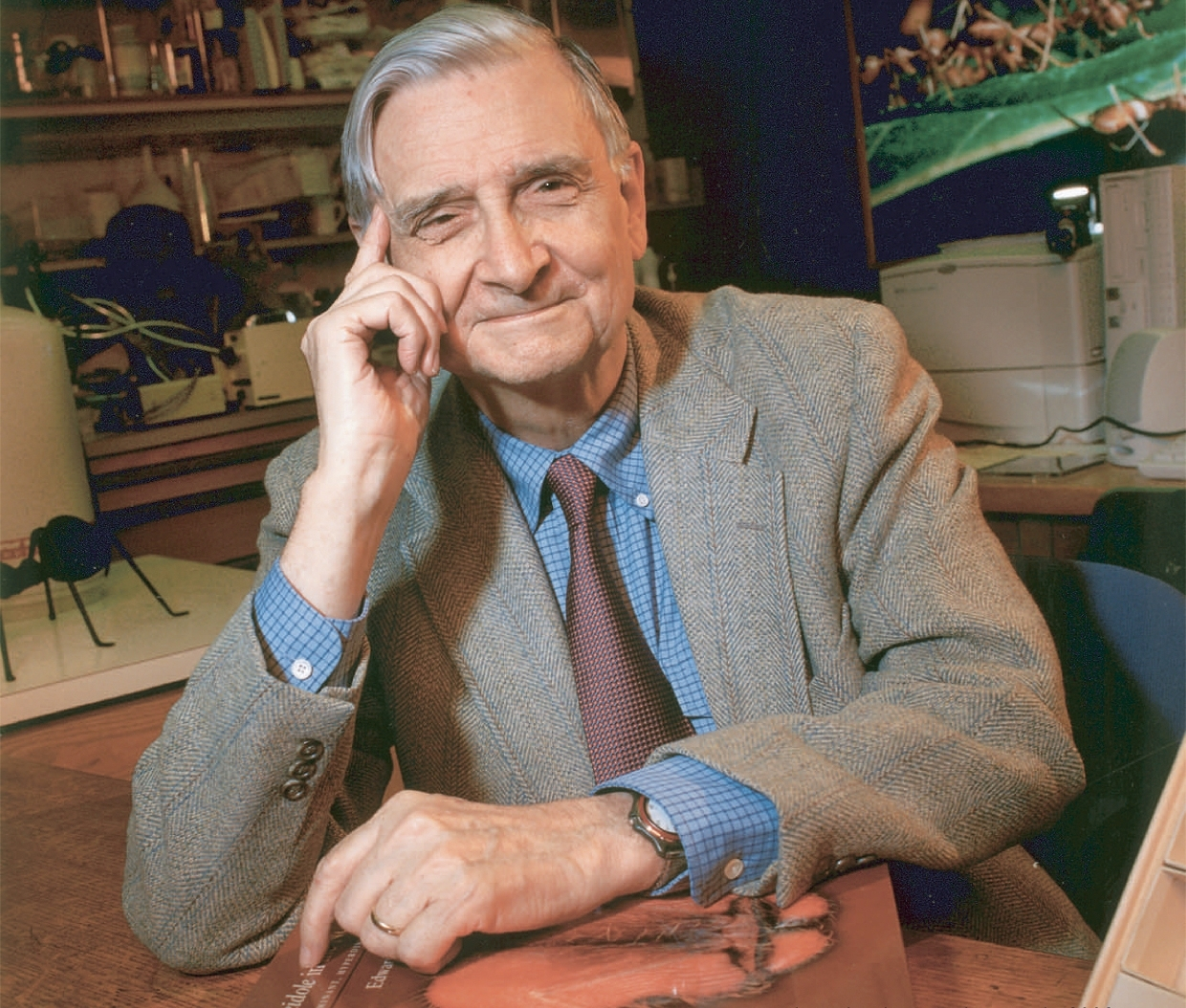
Edward O. Wilson. Etólogo teórico de naturaleza humana

Mill pasa una gran parte del capítulo discutiendo implicaciones y objeciones a la política de no suprimir opiniones. Al hacerlo, Mill explica su opinión sobre los preceptos de la ética cristiana, argumentando que, si bien son loables, están incompletos por sí mismos. Por lo tanto, Mill concluye que la supresión de la opinión basada en la creencia en la doctrina infalible es peligrosa. Entre las otras objeciones que Mill responde está la objeción de que la verdad sobrevivirá necesariamente a la persecución y que la sociedad solo necesita enseñar los fundamentos de la verdad, no las objeciones a ella. Cerca del final del capítulo 2, Mill afirma que «la vituperación no medida, impuesta por la opinión dominante, disuade a las personas de expresar opiniones contrarias y de escuchar a quienes las expresan».

### Sobre la individualidad como uno de los elementos del bienestar
En el tercer capítulo, Mill señala el valor inherente de la individualidad ya que la individualidad es ex vi termini (es decir, por definición) la prosperidad de la persona humana a través de los placeres superiores. Argumenta que una sociedad debe tratar de promover la individualidad, ya que es un requisito previo para la creatividad y la diversidad. Con esto en mente, Mill cree que el conformismo es peligroso. Afirma que teme que la civilización occidental se aproxime a esta conformidad bien intencionada con máximas dignas de elogio caracterizadas por la civilización china. Por lo tanto, Mill concluye que las acciones en sí mismas no importan. Más bien, la persona detrás de la acción y la acción en conjunto son valiosas. Escribe al respecto:

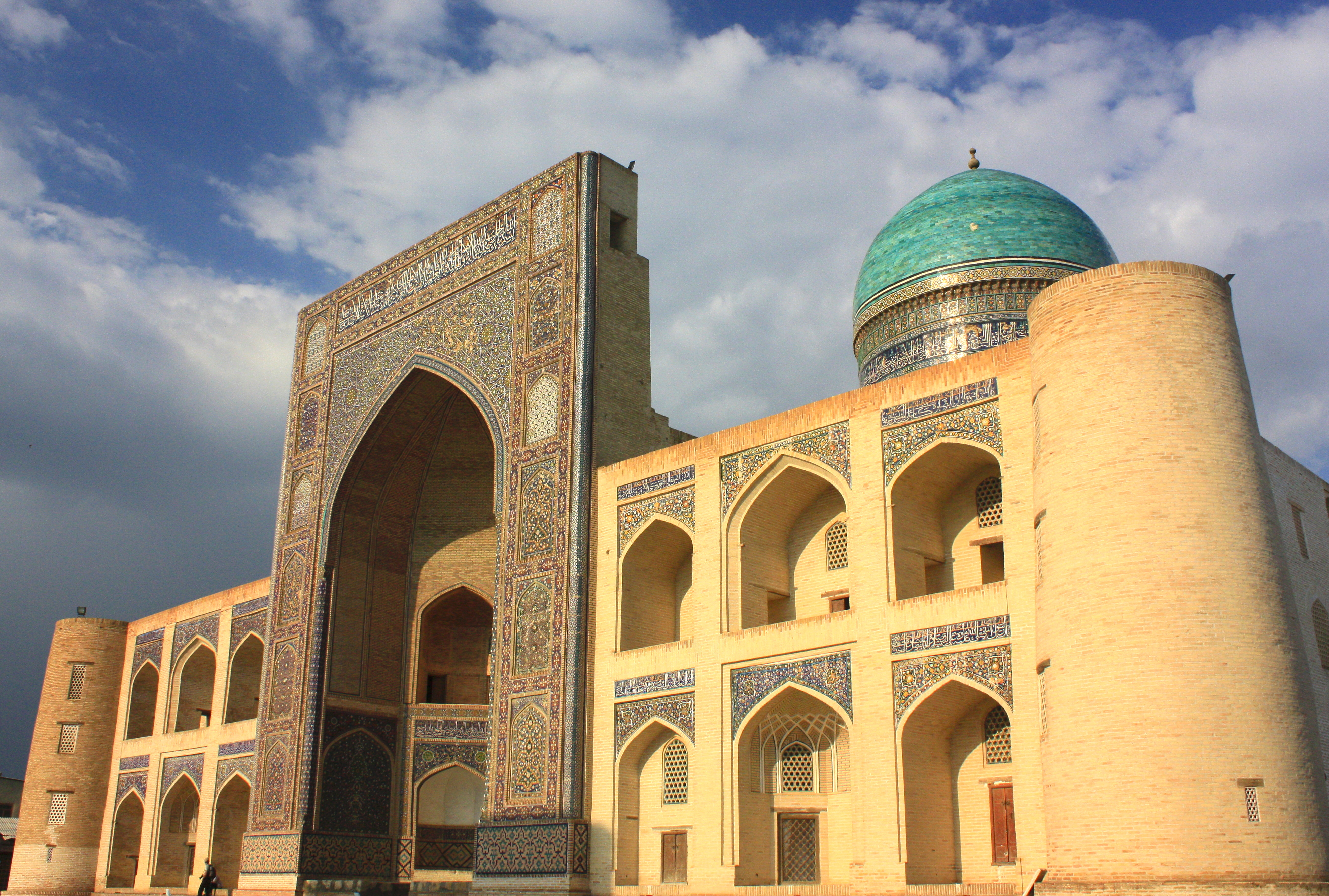
Mir-i-Adab Madrasa

Realmente es importante, no solo lo que hacen los hombres, sino también qué tipo de hombres son quienes lo hacen. Entre las obras del hombre, que la vida humana se emplea con razón para perfeccionar y embellecer, la primera en importancia es seguramente el hombre mismo. Suponiendo que fuera posible construir casas, cultivar, luchar, probar, e incluso erigir iglesias y orar, por autómatas de forma humana-sería una pérdida considerable para el intercambio de estos autómatas incluso los hombres y mujeres que en la actualidad habitan en las partes más civilizadas del mundo, y que con toda certeza son muestras de lo que la naturaleza puede producir. La naturaleza humana no es una máquina para ser construida a partir de un modelo, que se establece para hacer exactamente el trabajo prescrito para ella, sino un árbol, que requiere crecer y desarrollarse por todos lados, de acuerdo con la tendencia de las fuerzas internas que lo hacen un ser vivo.

### Los límites a la autoridad de la sociedad sobre el individuo

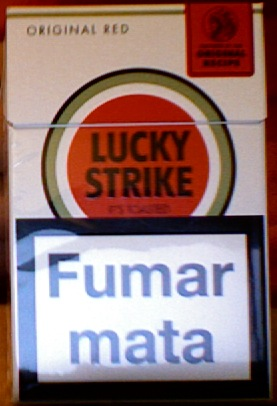
Etiqueta contra el consumo de tabaco

En el cuarto capítulo, Mill explica un sistema en el cual una persona puede discernir qué aspectos de la vida deberían ser gobernados por el individuo y cuáles por la sociedad. En general, sostiene que una persona debe dejarse libre para perseguir sus propios intereses siempre que esto no perjudique los intereses de los demás. En tal situación, «la sociedad tiene jurisdicción sobre [la conducta de la persona]». Rechaza la idea de que esta libertad sea simplemente con el propósito de permitir la indiferencia egoísta. Más bien, argumenta que este sistema liberal llevará a las personas al bien de manera más efectiva que la coacción física o emocional. Este principio lo lleva a concluir que una persona puede, sin temor al castigo justo, hacerse daño a sí misma a través del vicio. Los gobiernos, según él, solo deberían castigar a una persona por descuidar el cumplimiento de un deber hacia los demás (o causar daño a otros), no el vicio que provoca el descuido.
Mill pasa el resto del capítulo respondiendo a las objeciones a su máxima. Señala la objeción de que se contradice a sí misma al otorgar interferencia social a los jóvenes porque son irracionales, pero niega la interferencia social con ciertos adultos aunque actúen irracionalmente. Mill primero responde al reiterar la afirmación de que la sociedad debe castigar las consecuencias perjudiciales de la conducta irracional, pero no la conducta irracional en sí misma, que es un asunto personal. Además, señala que la obligación social no es garantizar que cada individuo sea moral a lo largo de su edad adulta. Por el contrario, afirma que, al educar a los jóvenes, la sociedad tiene la oportunidad y el deber de garantizar que una generación, como un todo, sea generalmente moral.

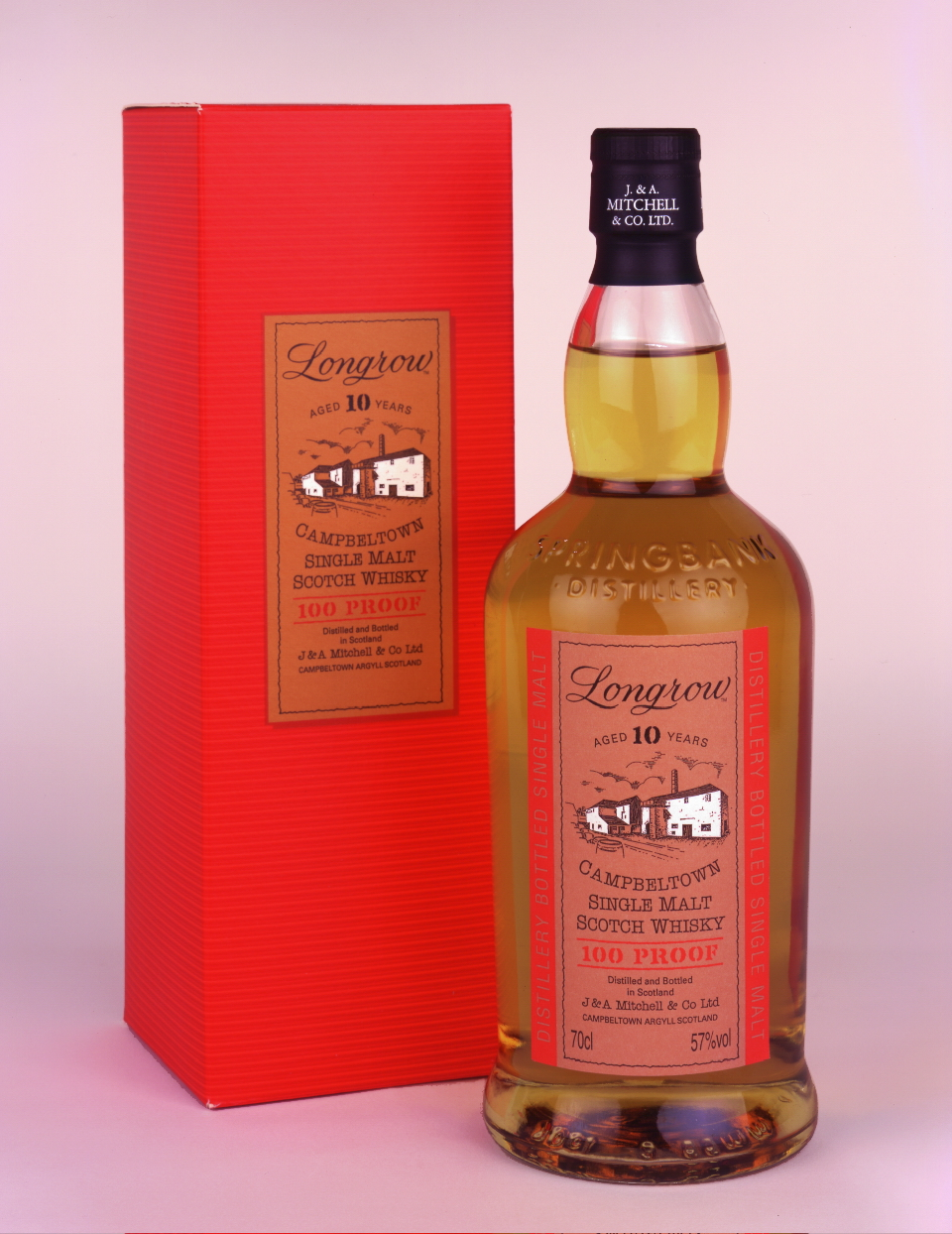
Bebida alcohólica con fuerte carga impositiva

Donde algunos pueden objetar que hay justificación para ciertas prohibiciones religiosas en una sociedad dominada por esa religión, argumenta que los miembros de la mayoría deben establecer reglas que aceptarían si hubieran sido minoría. Declara: 

a menos que estemos dispuestos a adoptar la lógica de los perseguidores, y digamos que podemos perseguir a otros porque tenemos razón, y que no deben perseguirnos porque están equivocados, debemos tener cuidado de admitir un principio del cual deberíamos considerar como una gran injusticia su aplicación a nosotros mismos.
 

Al decir esto, hace referencia a una afirmación anterior de que la moral y la religión no pueden tratarse bajo la misma luz que las matemáticas porque la moral y la religión son mucho más complejas. Al igual que vivir en una sociedad que contiene personas inmorales, Mill señala que los agentes que encuentran depravada la conducta de otra persona no tienen que socializar con la otra, simplemente se abstienen de obstaculizar sus decisiones personales. Si bien Mill generalmente se opone a la interferencia social motivada por motivos religiosos, admite que es concebible que leyes de motivación religiosa prohíban el uso de lo que ninguna religión obliga. Por ejemplo, un estado musulmán podría prohibir la carne de cerdo. Sin embargo, Mill todavía prefiere una política de sociedad que se ocupe de sus propios asuntos.

### Aplicaciones
Este último capítulo aplica los principios establecidos en las secciones anteriores. Comienza resumiendo estos principios:

Las máximas son, en primer lugar, que el individuo no rinde cuentas a la sociedad por sus acciones, en la medida en que estas se refieren a los intereses de nadie más que sí mismo. El consejo, la instrucción, la persuasión y la evitación por parte de otras personas si lo consideran necesario para su propio bien, son las únicas medidas por las que la sociedad puede expresar justificadamente su disgusto o desaprobación de su conducta. En segundo lugar, para acciones que perjudiquen los intereses de otros, el individuo es responsable y puede estar sujeto a sanciones sociales o legales, si la sociedad opina que una u otra son requisitos para su protección.

#### Economía
Mill primero aplica estos principios a la economía. Concluye que los mercados libres son preferibles a los controlados por los gobiernos. Si bien puede parecer, porque «el comercio es un acto social», que el gobierno debería intervenir en la economía, Mill sostiene que las economías funcionan mejor cuando se las deja a su suerte. Por lo tanto, la intervención del gobierno, aunque teóricamente permisible, sería contraproducente. Más tarde, ataca las economías gobernadas por el gobierno como "despóticas". Cree que si el gobierno manejara la economía, entonces todas las personas aspirarían a ser parte de una burocracia que no tenía incentivos para promover los intereses de nadie más que de sí misma.

#### Prevenir el daño

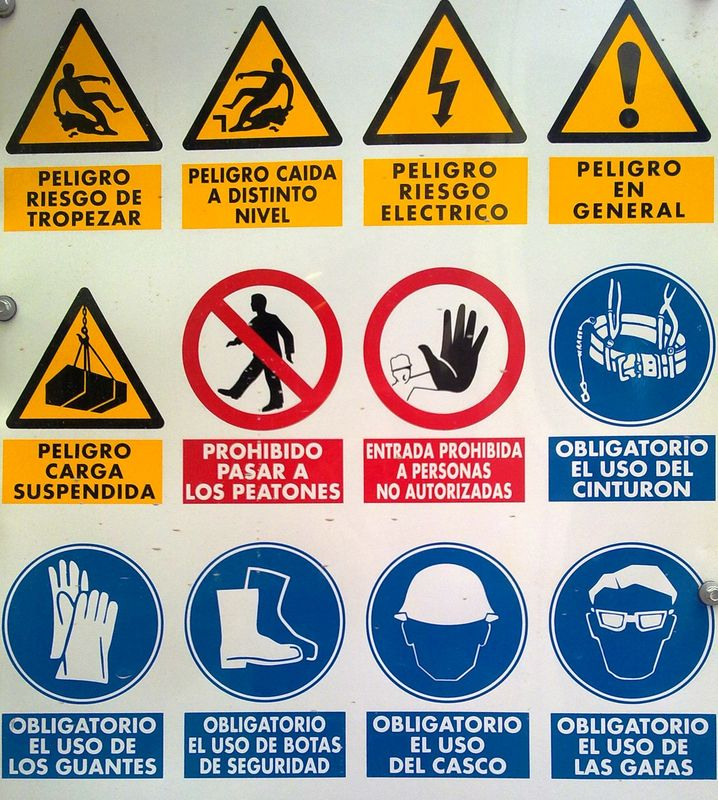
Señales de seguridad

Luego Mill investiga de qué manera una persona puede tratar de evitar daños. Primero admite que una persona no debe esperar a que ocurra una lesión, pero debería tratar de prevenirla. En segundo lugar, afirma que los agentes deben considerar si lo que puede causar daño puede causar daño exclusivamente. Da el ejemplo de vender veneno. El veneno puede causar daño. Sin embargo, señala que el veneno también se puede usar para bien. Por lo tanto, la venta de veneno es permisible. Sin embargo, debido al riesgo que conlleva la venta de veneno o productos similares (por ejemplo, alcohol, tabaco), no ve peligro para la libertad de requerir etiquetas de advertencia en el producto.
Con respecto a los impuestos para disuadir a los agentes de comprar productos peligrosos, hace una distinción. Afirma que gravar únicamente para disuadir las compras es inadmisible porque prohibir las acciones personales es inadmisible y «el aumento de los costos es una prohibición para aquellos cuyos medios no alcanzan el precio aumentado». Sin embargo, ya que un gobierno debe gravar hasta cierto punto para sobrevivir, puede elegir tomar sus impuestos de lo que considere más peligroso.

#### Repetir ofensas al público a través de la acción privada
Mill amplía su principio de castigar las consecuencias más que la acción personal. Sostiene que a una persona que es empíricamente propensa a actuar de forma violenta (es decir, perjudicar a la sociedad) por la embriaguez (es decir, un acto personal) le debe estar restringida de forma exclusiva la bebida. Además, estipula que los infractores reincidentes deberían ser castigados más que los infractores por primera vez.

#### Sobre el vicio
Sobre el tema de la fornicación y el juego, Mill no tiene una respuesta concluyente, afirmando, «aquí hay argumentos en ambos lados». Sugiere que, si bien las acciones pueden ser "toleradas" en privado, promoviendo las acciones (es decir, ser un proxeneta o mantener una casa de juego) «no se debe permitir». Llega a una conclusión similar con actos de indecencia, concluyendo que la indecencia pública es condenable.

#### Suicidio y divorcio
Mill continúa abordando la cuestión de la interferencia social en el suicidio. Declara que el propósito de la libertad es permitir que una persona persiga su interés. Por lo tanto, cuando una persona intenta terminar su capacidad de tener intereses, es permisible para la sociedad intervenir. En otras palabras, una persona no tiene la libertad de renunciar a su libertad. A la cuestión del divorcio, Mill sostiene que los matrimonios son una de las estructuras más importantes dentro de la sociedad; sin embargo, si una pareja acuerda mutuamente rescindir su matrimonio, se les permite hacerlo porque la sociedad no tiene motivos para intervenir en un contrato profundamente personal.

#### Educación
Mill cree que la educación administrada por el gobierno es un mal porque destruiría la diversidad de opiniones para todas las personas a las que se les enseñaría el plan de estudios desarrollado por unos pocos. La versión menos maligna de la educación administrada por el estado, según Mill, es la que compite contra otras escuelas privadas. En contraste, Mill cree que los gobiernos deberían requerir y financiar la educación privada. Afirma que deben hacer cumplir la educación obligatoria a través de multas menores. Continúa enfatizando la importancia de una educación diversa que enseñe puntos de vista opuestos (por ejemplo, Kant y Locke). Concluye afirmando que es legítimo que los Estados prohíban matrimonios a menos que la pareja pueda demostrar que tienen «medios para mantener a una familia» y facilitar la educación y otras necesidades básicas.